# پونیانا لاریو
پونیانا لاریو (به ایتالیایی: Pognana Lario) یک کومونه در ایتالیا است که در استان کومو واقع شده‌است.

## خصوصیات
پونیانا لاریو ۵٫۰ کیلومترمربع مساحت و ۸۷۱ نفر جمعیت دارد.